# Enrique Vidal Pérez
Enrique Vidal Pérez (Castelló de la Plana, 24 de març de 1955) és un economista i polític valencià, diputat a les Corts Valencianes en la IX legislatura.

## Biografia
Llicenciat en Ciències Econòmiques i Empresarials per la Universitat de Barcelona. De 1978 a 1985 fou economista del Servei d'Estudis del Banc Exterior d'Espanya. De 1986 a 2013 va treballar com a director de l'àrea de Negoci i director territorial a Castelló i Catalunya de Caixa Rural Credicoop, després Ruralcaja. De 2001 a 2009 fou degà de Castelló del Col·legi d'Economistes de la Comunitat Valenciana, del que en fou president de 2002 a 2004. Des de 2003 és professor associat de la Universitat Jaume I.
Fou elegit diputat com a independent dins les llistes del PSPV-PSOE a les eleccions a les Corts Valencianes de 2015. És vicepresident de la Comissió d'Economia, Pressupostos i Hisenda de les Corts Valencianes.